# Nowostrojewo (Kaliningrad, Osjorsk)
Nowostrojewo (russisch Новостроево, deutsch Trempen) ist ein Ort in der russischen Oblast Kaliningrad im Rajon Osjorsk. Die Siedlung gehört zur kommunalen Selbstverwaltungseinheit Munizipalkreis Osjorsk.

## Geographische Lage
Nowostrojewo liegt zwölf Kilometer nordwestlich der Rajonstadt Osjorsk (Darkehmen/Angerapp) an der Kommunalstraße 27K-162 von Swoboda (Jänischken/Jänichen) an der Regionalstraße 27A-037 (ex A197) nach Saosjornoje (Kowarren/Kleinfriedeck) an der Regionalstraße 27A-025 (ex R508). Die Kommunalstraße 27K-119 verbindet Nowostrojewo mit Lwowskoje (Gudwallen), ebenfalls an der 27A-025.
Die nächste Bahnstation ist die 21 Kilometer nördlich gelegene Stadt Tschernjachowsk (Insterburg) an der Bahnstrecke Kaliningrad–Tschernyschewskoje (Königsberg–Eydtkuhnen/Eydtkau) zur Weiterfahrt nach Litauen (Teilstück der ehemaligen Preußischen Ostbahn). Bis 1945 war Trempen Endstation einer von Insterburg (russisch: Tschernjachowsk) über Warnascheln/Warnheide kommenden Linie der Insterburger Kleinbahnen.

## Geschichte
Das ehemalige Trempen gehört zu den ältesten Kirchdörfern östlich von Insterburg (Tschernjachowsk) und wurde urkundlich im Jahre 1510 erstmals erwähnt. Bis 1945 war Trempen ein Ort im Kreis Darkehmen (1938 Kreis Angerapp, 1939–1945 Landkreis Angerapp) im Regierungsbezirk Gumbinnen der preußischen Provinz Ostpreußen. Im Jahre 1818 wurden hier 162 Einwohner gezählt, 1863 waren es bereits 379, 1910 schon 491,. Ihre Zahl stieg bis 1925 auf 586, betrug 1933 819 und 1939 schon 871.
Im Januar 1945 wurde der Ort von der Roten Armee besetzt. Die neue Polnische Provisorische Regierung ging zunächst davon aus, dass er mit dem gesamten Kreis Darkehmen (Angerapp) unter ihre Verwaltung fallen würde. Im Potsdamer Abkommen (Artikel VI) von August 1945 wurde die neue sowjetisch-polnische Grenze aber unabhängig von den alten Kreisgrenzen anvisiert, wodurch der Ort unter sowjetische Verwaltung kam. Die polnische Umbenennung des Ortes in Trąbki Mazurskie im November 1946 wurde (vermutlich) nicht mehr wirksam. Im Juni 1947 erhielt der Ort den russischen Namen Nowostrojewo und wurde gleichzeitig Verwaltungssitz eines Dorfsowjets im Rajon Osjorsk. Im Jahr 2008 wurde Nowostrojewo Sitz einer Landgemeinde. Von 2015 bis 2020  gehörte der Ort zum Stadtkreis Osjorsk und seither zum Munizipalkreis Osjorsk.

### Amtsbezirk Trempen 1874–1945
Zwischen 1874 und 1945 war Trempen Amtssitz und namensgebender Ort eines Amtsbezirks. Dieser wurde am 6. Mai 1874 aus der Landgemeinde  Trempen gebildet. Am 7. Oktober 1910 wurde aus Teilen der Landgemeinde Trempen und Teilen des Gutsbezirks Ernstburg (heute russisch: Sady) der Gutsbezirk Neu Trempen (russisch auch: Sady) gebildet und am 1. April 1911 in die Landgemeinde Trempen eingegliedert.
Am 28. Oktober 1926 erhielt Trempen erneut „Verstärkung“: die Landgemeinde Bratricken (1938–1946 Brahetal, russisch: Malaja Dubrawka) wurde eingemeindet, und am 30. September 1928 kam der Gutsbezirk Semgallen hinzu.
Bis 1945 bestand der Amtsbezirk Trempen lediglich aus der einen, wenn auch jeweils vergrößerten Gemeinde Trempen.

### Nowostrojewski selski sowet 1947–2008
Der Dorfsowjet Nowostrojewski selski sowet (ru. Новостроевский сельский Совет) wurde im Juni 1947 eingerichtet. Ihm gehörten zunächst Orte an, die hauptsächlich westlich, nördlich und östlich des Verwaltungssitzes Nowostrojewo lagen. In den 1950er und/oder 1960er Jahren gelangten westlich und östlich gelegene Orte in andere Dorfsowjets, während der Nowostrojewski selski sowet durch den Anschluss des Oljochowski selski sowet im Jahr 1954 nach Süden bis zur sowjetisch-polnischen Demarkationslinie ausgedehnt wurde. Nach dem Zerfall der Sowjetunion bestand die Verwaltungseinheit als Dorfbezirk Nowostrojewski selski okrug (ru. Новостроевский сельский округ) fort. Im Jahr 2008 wurden die verbliebenen Orte des Dorfbezirks in die neu gebildete Landgemeinde Nowostrojewskoje selskoje posselenije übernommen.
| Ortsname                             | Name bis 1947/50                                        | Bemerkungen |
| ------------------------------------ | ------------------------------------------------------- | --- |
| Botkino (Боткино)                    | Beyershof                                               | Der Ort wurde 1950 umbenannt. |
| Chmelnizkoje (Хмельницкое)           | Neu Beynuhnen, 1938–1945:"Neubeinuhnen"                 | Der Ort wurde 1947 umbenannt, gehörte zunächst zum Dorfsowjet Otradnowski und wurde vor 1988 an den Ort Otradnoje angeschlossen.              |
| Demidowka (Демидовка)                |                                                         | Ortslage etwa zwei Kilometer nördlich der Ortsstelle Gut Menkimmen/Menken. Schon vor 1945 vorhanden?                                          |
| Dubrowka (Дубровка)                  | Drutschlauken, 1938–1945:"Hasenfeld"                    | Der Ort wurde 1947 umbenannt. |
| Fokino (Фокино)                      | Neu Eszergallen/Neu Eschergallen, 1938–1945:"Wehrwalde" | Der Ort wurde 1950 umbenannt, gehörte zunächst zum Dorfsowjet Oljochowski und wurde vor 1975 verlassen.                                       |
| Furmanowo (Фурманово)                | Friedrichsgabe                                          | Der Ort wurde 1950 umbenannt und wurde vor 1988 verlassen.                                                                                    |
| Gogolewskoje (Гоголевское)           | Lenkelischken/Lenkehlischken, 1938–1945:"Gutbergen"     | Der Ort wurde 1947 umbenannt, gehörte zunächst zum Dorfsowjet Oljochowski und wurde vor 1988 verlassen.                                       |
| Irtyschskoje (Иртышское)             | Eszerischken/Escherischken, 1938–1945:"Schönfels"       | Der Ort wurde 1947 umbenannt und vor 1988 verlassen.                                                                                          |
| Jubilejnoje (Юбилейное)              | Kannehlen, 1938–1945:"Kannen"                           | Der Ort wurde 1947 umbenannt und vor 1975 verlassen.                                                                                          |
| Judino (Юдино)                       | Jurgaitschen, 1938–1945:"Jürgenfelde"                   | Der Ort wurde 1947 umbenannt. |
| Juschnoje (Южное)                    | Jautecken, 1938–1945:"Friedeck"                         | Der Ort wurde 1950 umbenannt, gehörte zunächst zum Dorfsowjet Oljochowski und wurde vermutlich vor 1988 an den Ort Saosjornoje angeschlossen. |
| Karskoje (Карское)                   | Scheppetschen, 1938–1945:"Oberschleifen"                | Der Ort wurde 1950 umbenannt und vor 1975 verlassen.                                                                                          |
| Kolomenskoje (Коломенское)           | Pesseln, 1938–1945:"Kleinkannen"                        | Der Ort wurde 1950 umbenannt und vermutlich vor 1988 an den Ort Nowostrojewo angeschlossen.                                                   |
| Kolossowo (Колоово)                  | Ernstthal                                               | Der Ort wurde 1950 umbenannt, gehörte zunächst zum Dorfsowjet Oljochowski und wurde vor 1988 verlassen.                                       |
| Korowino (Коровино)                  | Sennhütte                                               | Der Ort wurde 1950 umbenannt, gehörte zunächst zum Dorfsowjet Oljochowski und wurde vor 1975 verlassen.                                       |
| Krasnoarmeiskoje (Красноармейское)   | Abscherningken, 1938–1945:"Dachshausen"                 | Der Ort wurde 1947 umbenannt und gehörte zunächst zum Dorfsowjet Oljochowski. Er wurde 1997 aus dem Ortsregister gestrichen.                  |
| Kruschinino (Крушинино)              | Kruschinnen, 1938–1945:"Altlinde"                       | Der Ort wurde 1947 umbenannt. |
| Lipki (Липки)                        | Lenkimmen, 1938–1945:"Uhlenhorst"                       | Der Ort wurde 1947 umbenannt. |
| Malaja Dubrowka (Малая Дубровка)     | Bratricken, 1938–1945:"Brahetal"                        | Der Ort wurde 1950 umbenannt. |
| Maloje Kruschinino (Малое Крушинино) | Draupchen, 1938–1945:"Friedenau"                        | Der Ort wurde 1950 umbenannt und vor 1975 verlassen.                                                                                          |
| Molodjoschnoje (Молодёжное)          | Sorgenfrei                                              | Der Ort wurde 1950 umbenannt und gehörte zunächst zum Dorfsowjet Oljochowski. Er wurde vor 1988 verlassen.                                    |
| Moschenskoje (Мошенское)             | Neu Pillkallen, 1938–1945:"Rüttelsdorf"                 | Der Ort wurde 1950 umbenannt und gehörte zunächst zum Dorfsowjet Oljochowski.                                                                 |
| Nowoselje (Новоселье)                | Tarputschen, 1938–1945:"Erlenflet"                      | Der Ort wurde 1950 umbenannt und vor 1988 verlassen.                                                                                          |
| Nowostrojewo (Новостроево)           | Trempen                                                 | Verwaltungssitz |
| Oktjabrskoje (Октябрьское)           | Aussicht                                                | Der Ort wurde 1950 umbenannt und gehörte zunächst zum Dorfsowjet Oljochowski. Er wurde 1997 aus dem Ortsregister gestrichen.                  |
| Oljochowo (Олёхово)                  | Grieben                                                 | Der Ort wurde 1947 umbenannt und war zunächst der Verwaltungssitz des Dorfsowjets Oljochowski.                                                |
| Opotschenskoje (Опоченское)          | Groß Skirlack                                           | Der Ort wurde 1947 umbenannt und gehörte zunächst zum Dorfsowjet Oljochowski.                                                                 |
| Otradnoje (Отрадное)                 | Kunigehlen, 1938–1945:"Stroppau"                        | Der Ort wurde 1947 umbenannt und war zunächst der Verwaltungssitz des Dorfsowjets Otradnowski.                                                |
| Pogranitschnoje (Пограничное)        | Groß Illmen                                             | Der Ort wurde 1950 umbenannt und gehörte zunächst zum Dorfsowjet Oljochowski.                                                                 |
| Prudnoje (Прудное)                   | Menkimmen, 1938–1945:"Menken"                           | Der Ort wurde 1947 umbenannt. Er gehörte zunächst zum Dorfsowjet Oljochowski und wurde vor 1975 verlassen.                                    |
| Rossoschanka (Россошанка)            | Alt u. Neu Sauskoyen, 1938–1945:"Alt- u. Neusauswalde"  | Der Ort wurde 1947 als „Sausken“ umbenannt und gehörte zunächst zum Dorfsowjet Otradnowski.                                                   |
| Sady (Сады)                          | Ernstburg                                               | Der Ort wurde 1950 umbenannt und vor 1975 verlassen.                                                                                          |
| Saosjornoje (Заозёрное)              | Kowarren, 1938–1945:"Kleinfriedeck"                     | Der Ort wurde 1947 umbenannt und gehörte zunächst zum Dorfsowjet Oljochowski.                                                                 |
| Schiguljowo (Жигулёво)               | Tannenrode                                              | Der Ort wurde 1950 umbenannt und gehörte zunächst zum Dorfsowjet Oljochowski.                                                                 |
| Seljonoje (Зелёное)                  | Schuppinnen, 1938–1945:"Wiesenbrunn"                    | Der Ort wurde 1950 umbenannt und vor 1975 verlassen.                                                                                          |
| Sutschkowo (Сучково)                 | Mikalbude, 1938–1945:"Mickelau"                         | Der Ort wurde 1950 umbenannt und gehörte zunächst zum Dorfsowjet Otradnowski. Er wurde 1997 aus dem Ortsregister gestrichen.                  |
| Tschernyschewka (Чернышевка)         | Groß Beynuhnen, 1938–1945:"Großbeinuhnen"               | Der Ort wurde 1947 umbenannt und gehörte zunächst zum Dorfsowjet Otradnowski.                                                                 |
| Uljanowskoje (Ульяновское)           | Klein Beynuhnen, 1938–1945:"Kleinbeinuhnen"             | Der Ort wurde 1947 umbenannt und gehörte zunächst zum Dorfsowjet Otradnowski.                                                                 |
| Wassiljewka (Васильевка)             | Kurland                                                 | Der Ort wurde 1947 umbenannt und vor 1988 verlassen.                                                                                          |
| Wladimirowka (Владимировка)          | Klein Sobrost                                           | Der Ort wurde 1947 umbenannt und gehörte zunächst zum Dorfsowjet Otradnowski. Er wurde vor 1988 verlassen.                                    |
| Woronzowo (Воронцово)                | Angerau                                                 | Der Ort wurde 1950 umbenannt und gehörte zunächst zum Dorfsowjet Otradnowski. Er wurde vor 1975 verlassen.                                    |

Die im Jahr 1947 umbenannten Orte Donskoje (Elkinehlen/Elken), Jurjewo (Julienfelde), Lermontowo (Leputschen/Oberschwalben), Luschki (Tarputschen/Sauckenhof), Medwedewka (Muldszehlen/Muldenwiese), Repino (Gravenort), Sadowoje (Szallgirren/Kreuzhausen) und Tichomirowka (Tatarren) sowie die im Jahr 1950 umbenannten Orte Morosowo (Adamsfelde), Ogorodnoje (Ernsthof), Pogranitschny (Rogalwalde), Snamenka (Karlshof), Wischnjowy (Daubischken/Kleinkreuzhausen) und Wolschskoje (Kleinlugau), die zunächst ebenfalls in den Nowostrojewski selski sowet eingeordnet worden waren, kamen dann (vor 1975) aber zum Nekrassowski selski sowet.
Die beiden im Jahr 1947 umbenannten Orte Nagornoje (Alt Ragaischen/Konradshof) und Rogatschjowka I (Groß Ragauen) sowie die im Jahr 1950 umbenannten Orte Karamsino (Klein Ragauen), Kedrowo (Eszergallen/Seehügel), Lebedewo (Potkehmen/Puttkammer), Pjatidoroschnoje (Klein Kandszen/Kanden), Rogatschjowka II (Ragoszen/Ragen) und Woronowo (Groß Bretschkehmen/Brettken), die zunächst ebenfalls in den Nowostrojewski selski sowet eingeordnet worden waren, kamen dann (vor 1975) aber zum Lwowski selski sowet.

### Nowostrojewskoje selskoje posselenije 2008–2014

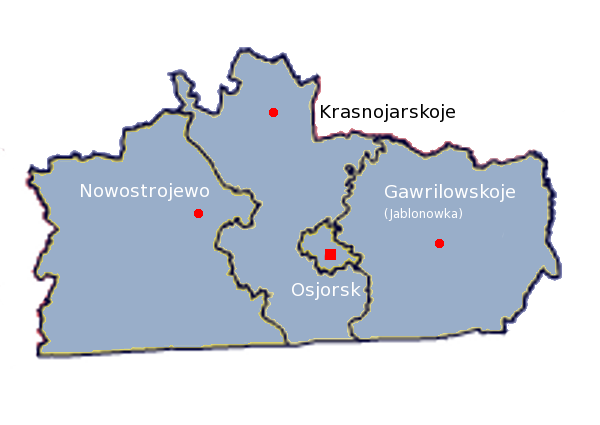
Verwaltungsgliederung des Rajons Osjorsk von 2008 bis 2014

Die Landgemeinde Nowostrojewskoje selskoje posselenije (ru. Новостроевское сельское поселение) wurde im Jahr 2008 eingerichtet und umfasste 39 Orte, die in Russland „Siedlung“ (possjolok) genannt werden. Diese gehörten vorher den Dorfbezirken Nekrassowski selski okrug und Nowostrojewski selski okrug sowie in einem Fall (Nagornoje) dem Dorfbezirk Lwowski selski okrug an. Im Jahr 2014 wurde die Landgemeinde aufgelöst und deren Siedlungen in den neu gebildeten Stadtkreis Osjorsk eingegliedert.
| Ortsname        | deutscher Name                |                 | Ortsname                         | deutscher Name |
| --------------- | ----------------------------- | --------------- | -------------------------------- | -------------- |
| Abelino         | Adamsheide                    |                 | Nikolajewka                      | Waldburg       |
| Ablutschje      | Kurkenfeld                    | Nilowo          | Groß Polleyken (Groß Polleiken)  |                |
| Aljoschkino     | Albrechtau                    | Nowostrojewo    | Trempen                          |                |
| Belabino        | Szidlack (Schiedelau)         | Ogorodnoje      | Ernsthof                         |                |
| Belinskoje      | Abellienen (Ilmenhagen)       | Oljochowo       | Grieben                          |                |
| Botkino         | Beyershof                     | Opotschenskoje  | Groß Skirlack und Klein Skirlack |                |
| Demidowka       | Menkimmen (Menken)            | Opuschki        | Wolfshöhe                        |                |
| Donskoje        | Elkinehlen (Elken)            | Otradnoje       | Kunigehlen (Stroppau)            |                |
| Dubrowka        | Drutschlauken (Hasenfeld)     | Pawlowo         | Sonnenberg                       |                |
| Filippowka      | Philippsthal                  | Pogranitschnoje | Groß Illmen                      |                |
| Judino          | Jurgaitschen (Jürgenfelde)    | Praslowo        | Schönefeld                       |                |
| Kruschinino     | Kruschinnen (Altlinde)        | Rossoschanka    | Neu Sauskoyen (Neu Sauswalde)    |                |
| Lipki           | Lenkimmen (Uhlenhorst)        | Sadowoje        | Szallgirren (Kreuzhausen)        |                |
| Luschki         | Tarputschen (Sauckenhof)      | Saosjornoje     | Kowarren (Kleinfriedeck)         |                |
| Malaja Dubrowka | Bratricken (Brahetal)         | Schiguljowo     | Tannenrode                       |                |
| Malzewo         | Klein Karpowen (Klein Karpau) | Tichomirowka    | Tatarren                         |                |
| Medwedewka      | Muldszehlen (Muldenwiese)     | Tschernyschewka | Groß Beynuhnen (Großbeinuhnen)   |                |
| Moschenskoje    | Neu Pillkallen (Rüttelsdorf)  | Uljanowskoje    | Klein Beynuhnen (Kleinbeinuhnen) |                |
| Nagornoje       | Alt Ragaischen (Konradshof)   | Wassiljewka     | Neuhöhe                          |                |
| Nekrassowo      | Groß Karpowen (Karpauen)      |                 |                                  |                |

## Kirche

### Kirchengebäude
Eine Kirche wurde in Trempen um 1550 errichtet. Ein Gotteshaus existiert heute nicht mehr.

### Kirchengemeinde
Das ehemals adlige Dorf Trempen mit seiner überwiegend evangelischen Bevölkerung war seit 1740 in die Inspektion Gerdauen-Nordenburg (heute russisch: Schelesnodoroschny bzw. Krylowo) eingegliedert. Bis 1945 war es dann Kirchspiel im Kirchenkreis Darkehmen (1938–1946 Angerapp) in der Kirchenprovinz Ostpreußen der Kirche der Altpreußischen Union.
Nach 1945 kam in der Zeit der Sowjetunion das kirchliche Leben zum Erliegen. Heute liegt Nowostrojewo im Einzugsbereich der in den 1990er Jahren neugegründeten evangelischen Gemeinde in Tschernjachowsk (Insterburg), die zur Propstei Kaliningrad in der Evangelisch-Lutherischen Kirche Europäisches Russland gehört.

### Kirchspiel
Zu Trempen gehörte vor 1945 ein weitflächiges Kirchspiel:
- Abscherningken (1938–1946: Dachshausen/seit 1946: Krasnoarmeiskoje)
- Adamsfelde (Morosowo)
- Aussicht (Oktjabrskoje)
- Beyershof (Botkino)
- Bratricken (Brahetal/Malaja Dubrowka)
- Daubischken (Kleinkreuzhausen/Wischnjowy)
- Elkinehlen (Elken/Donskoje)
- Ernstburg (Sady)
- Ernsthof (Ogorodnoje)
- Ernstthal (Ernsttal)
- Eszerningken (Schönfels/Irtyschskoje)
- Friedrichsdorf
- Grafenheyde (Grafenheide)
- Groß Skirlack (Opotschenskoje)
- Grieben (Oljochowo)
- Grünheyde (Grünheide)
- Heydekrug
- Julienfelde (Jurjewo)
- Jurlauken
- Kannehlen (Kannen/Jubilejnoje)
- Karlshof (Snamenka)
- Kurland (Wassiljewka)
- Labschicken (Kleinsauckenhof)
- Luisenhof
- Menkimmen (Menken/Demidowka)
- Muldszehlen/Muldschehlen (Muldenwiese/Medwedewka)
- Neu Trempen (Sady)
- Pawidlauken
- Pesseln (Kleinkannen/Kolomenskoje)
- Pillkallen (Rüttelsdorf/Moschenskoje)
- Potkehmen (Puttkammer/Lebedjewo)
- Semgallen
- Sennhütte
- Sorgenfrei (Molodjoschnoje)
- Szallgirren (Kreuzhausen/Sadowoje)
- Szameitschen, Ksp. Trempen
- Tannenrode (Schiguljowo)
- Tarputschen (Sauckenhof/Luschki)
- Tatarren (Tichomirowka)
- Trempen (Nowostrojewo)
- Warnascheln (Warnheide)

### Pfarrer
Seit der Reformation bis 1945 amtierten in Trempen 22 evangelische Geistliche:
- Johann Tortilowitz, 1582
- Johann Bach, 1590
- Bartholomäus Willentus, 1591–1594
- Johann Groß, bis 1615
- Christoph Sperber, 1615–1620
- Cyprian Altendorf, 1620–1630
- Johannes Partatius, 1630–1641
- Frantz Ernst Klein, bis 1678
- Johann Wolfgang Musculus, 1678–1686
- Christoph Vorhoff, 1687–1695
- Friedrich Regge, 1696–1710
- Otto Friedrich Fiedler, 1711–1729
- Johann Samuel Hassenstein, 1730–1736
- Gerhard Ludwig Mühlenkampf,
1736–1751
- Gottfried Ostermeyer, 1752–1800
- Albrecht Fr. Reitenbach, 1778–1830
- Johann Heinrich W. Julius Lehmann,
1831–1880
- Johann Gustav Emil Böhmer, 1880–1906
- Franz Schibalski, 1906–1926
- Paul Bendrich, 1927–1932
- Kurt Murach, 1933–1945

## Bemerkenswertes
Die in dem Lied Ännchen von Tharau besungene Anna Neander war mit dem Pfarrer Johannes Partatius verheiratet und lebte während dessen Amtszeit von 1630 bis 1641 in Trempen.